# Сајама
Сајама (јап. 狭山市) град је у Јапану у префектури Саитама. Према попису становништва из 2005. у граду је живело 158.074 становника.

## Становништво
Према подацима са пописа, у граду је 2005. године живело 158.074 становника.
| 1995.   | 2000.   | 2005.   |
| ------- | ------- | ------- |
| 162.240 | 161.460 | 158.074 |